# Zámecká brána
Zámecká brána je historická věž s bránou do Zámeckého parku se Starým a Novým zámkem ve městě Studénka v okrese Nový Jičín. Geograficky také leží v nížině Oderská brána v Moravskoslezském kraji a v Horním Slezsku. Je to kulturní památka.

## Další informace
Zámecká brána je společně se zděnou ohradní zdí vedena od jako kulturní památka ČR od 4. října 1999. Věž byla postavena jako novogotická úprava areálu zámku/zámecké zahrady a to s kamennou bránou, dřevěným patrem a dlátkovou střechou. Pravděpodobně byla postavena v roce 1866, kdy byl majitelem zámků a jeho okolí šlechtický rod Blücherů. Ti si vzali jako předlohu pro stavbu brány větší bránu v polské vesnici Krobielowice ze 14. století. Krobielowice byly od roku 1814 hlavním sídlem rodiny Blücherů. V minulosti byla brána vyzdobena různými dekorativními prvky, které se nedochovaly. V roce 2021 se celá stavba rekonstruovala. Dnešní součástí brány jsou ocelová mřížová vrata. Nachází se u křižovatky ulic 2. května a Na Trávníkách a místní cyklostezky a je celoročně volně přístupná.

## Galerie

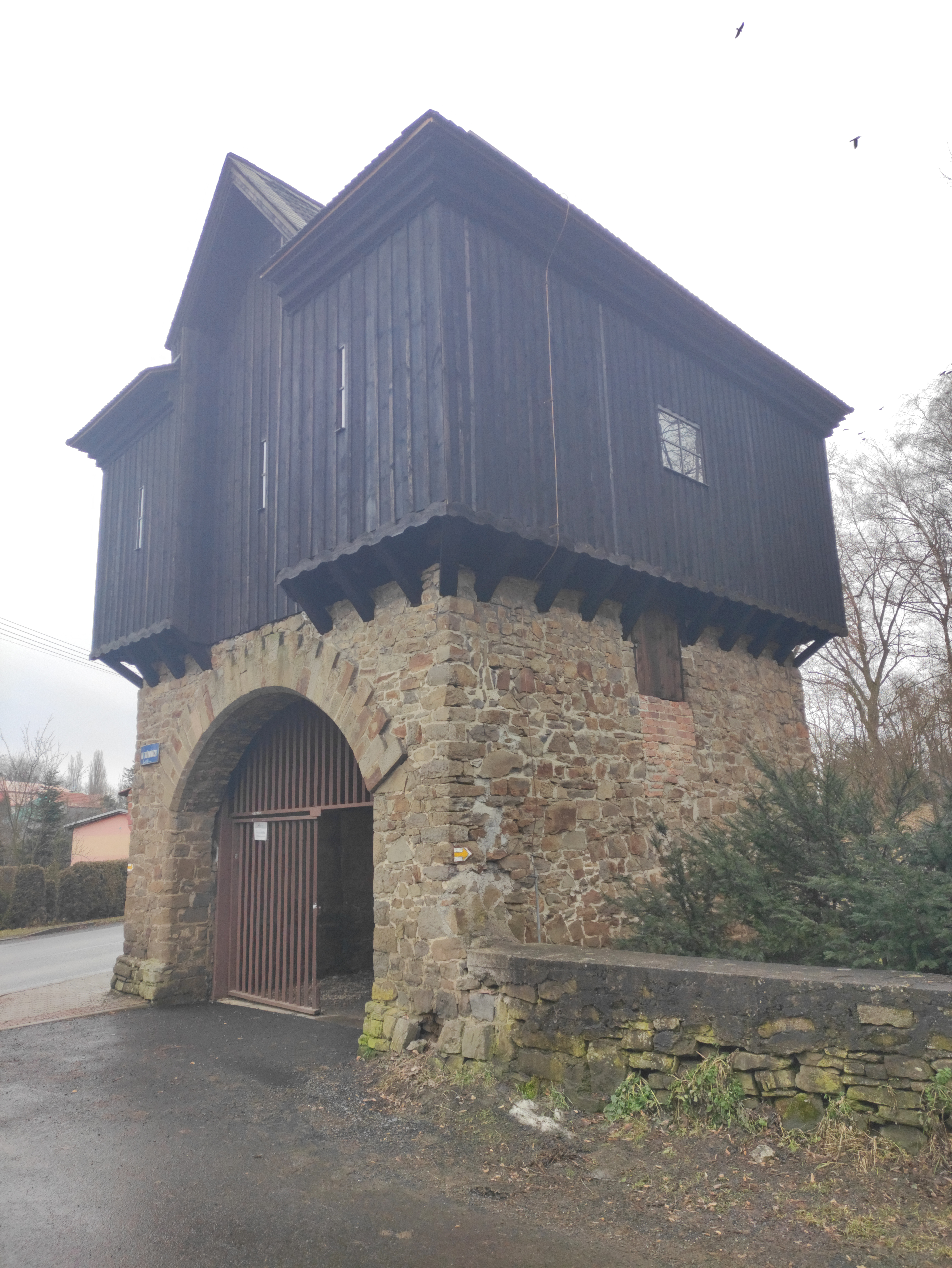
Zámecká brána ve Studénce
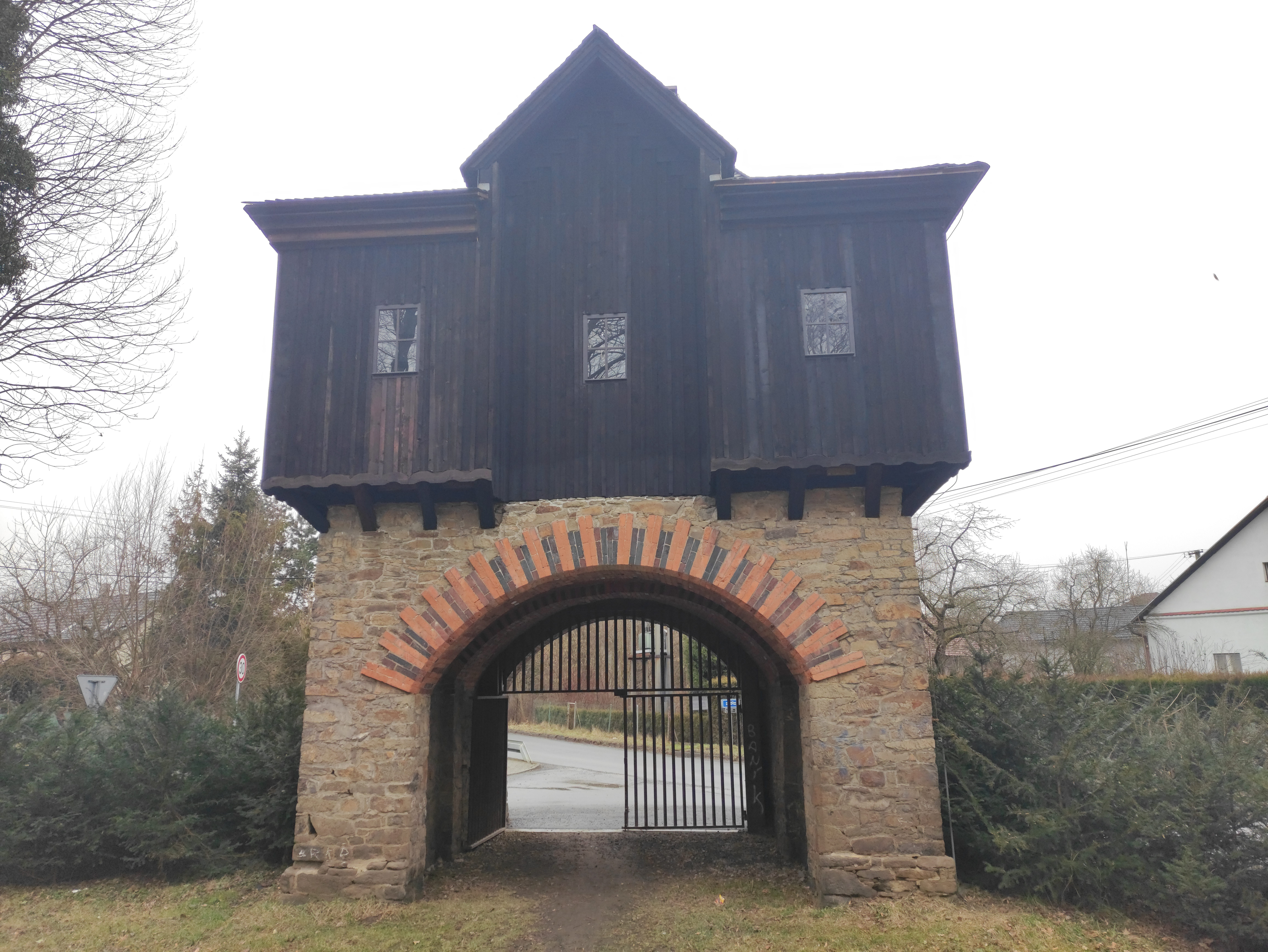
Zámecká brána ve Studénce
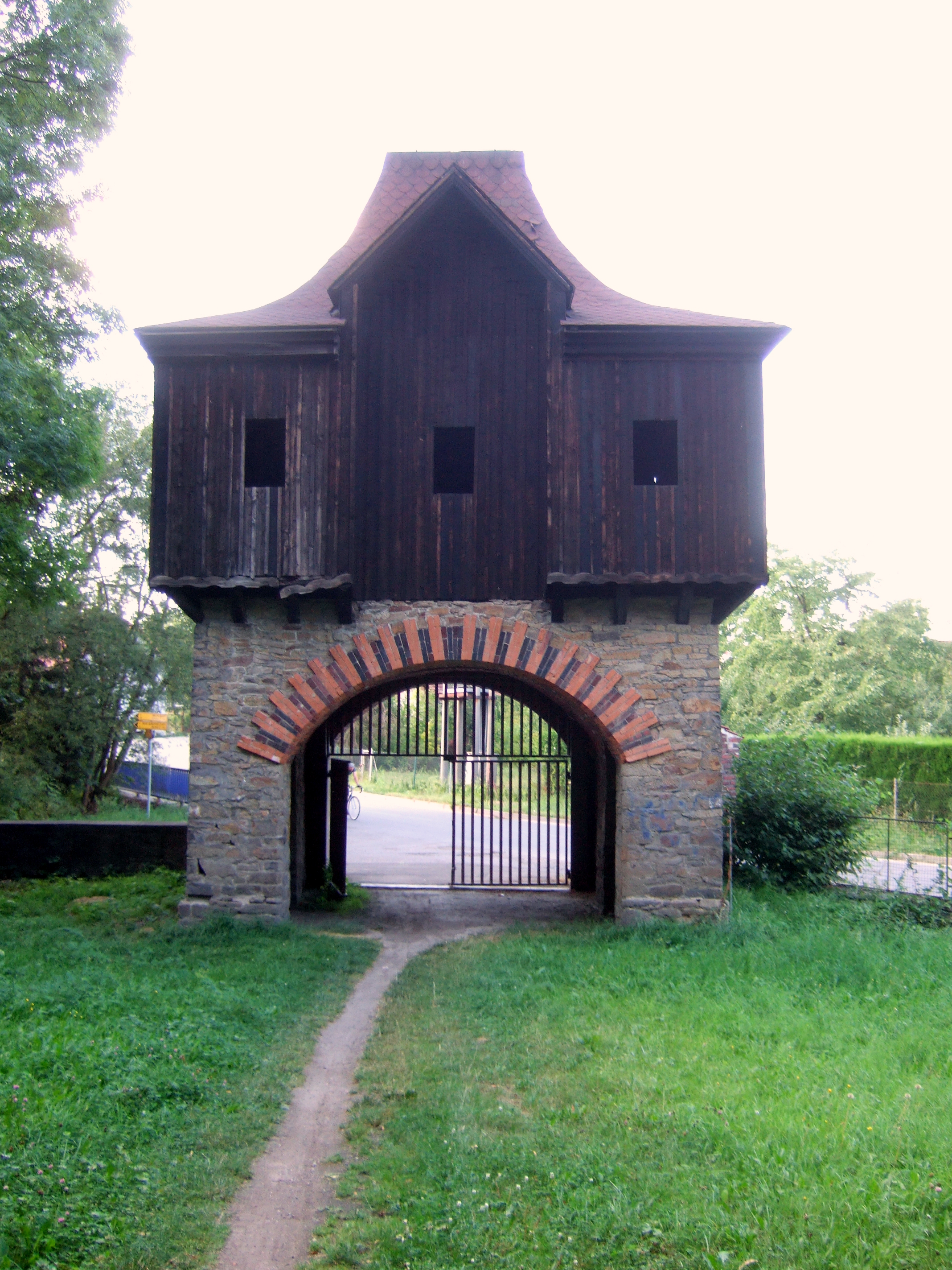
Zámecká brána ve Studénce
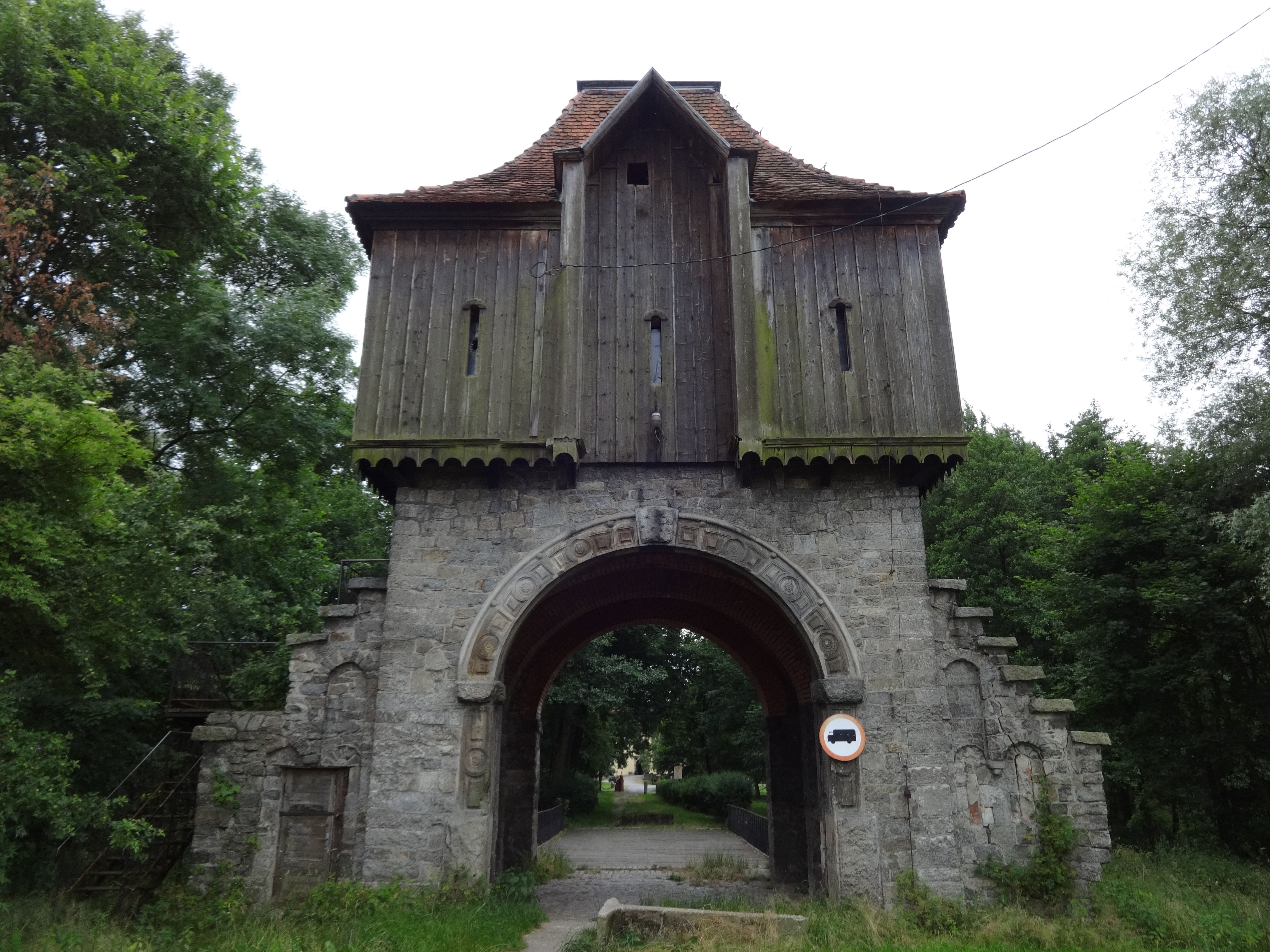
Zámecká brána v Krobielovicích